# Mavukere, Tumkur
Mavukere là một làng thuộc tehsil Tumkur, huyện Tumkur, bang Karnataka, Ấn Độ.